# ويل شايفر
ويل شايفر (بالإنجليزية: Will Schaefer)‏ هو ملحن وموسيقي أمريكي، ولد في 23 نوفمبر 1928 في كينوشا في الولايات المتحدة، وتوفي في 30 يونيو 2007 بسبب سرطان.

## وصلات خارجية
- ويل شايفر على موقع IMDb (الإنجليزية)
- ويل شايفر على موقع ألو سيني (الفرنسية)
- ويل شايفر على موقع ميوزك برينز (الإنجليزية)
- ويل شايفر على موقع أول موفي (الإنجليزية)
- ويل شايفر على موقع كينوبويسك (الروسية)